# Colijnsplaat

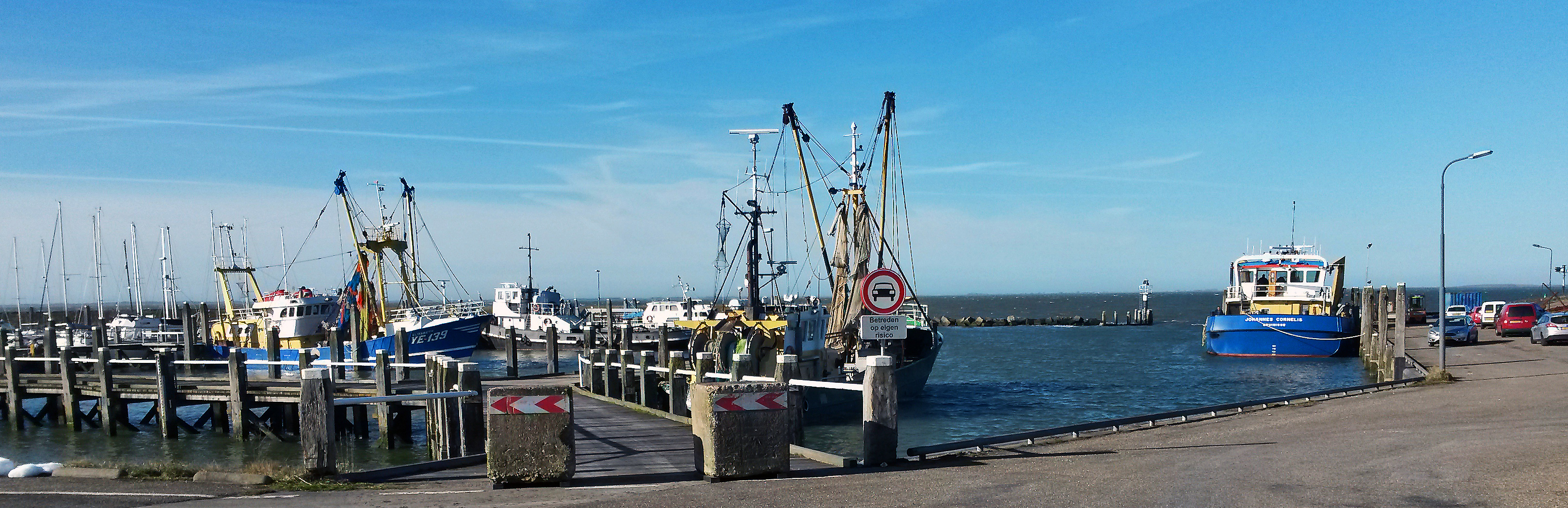
Colijnsplaat-Fischereihafen – März 2018

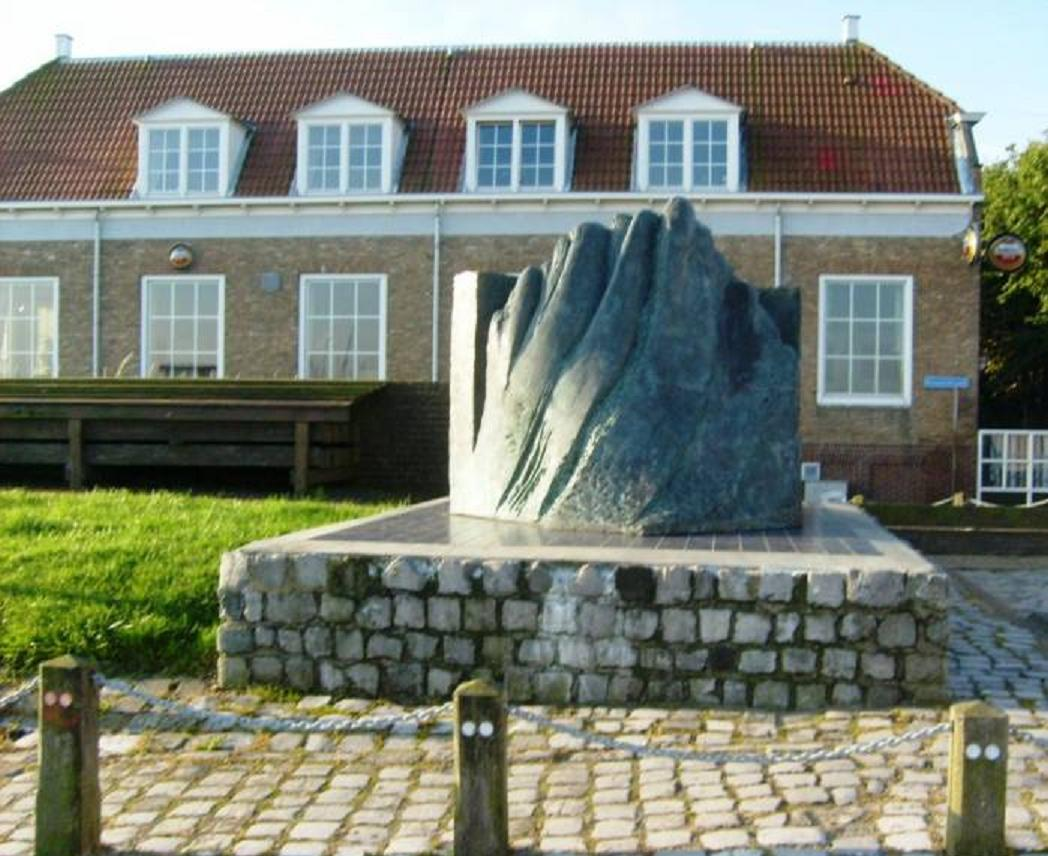
Denkmal „strijd tegen het water“ in Colijnsplaat

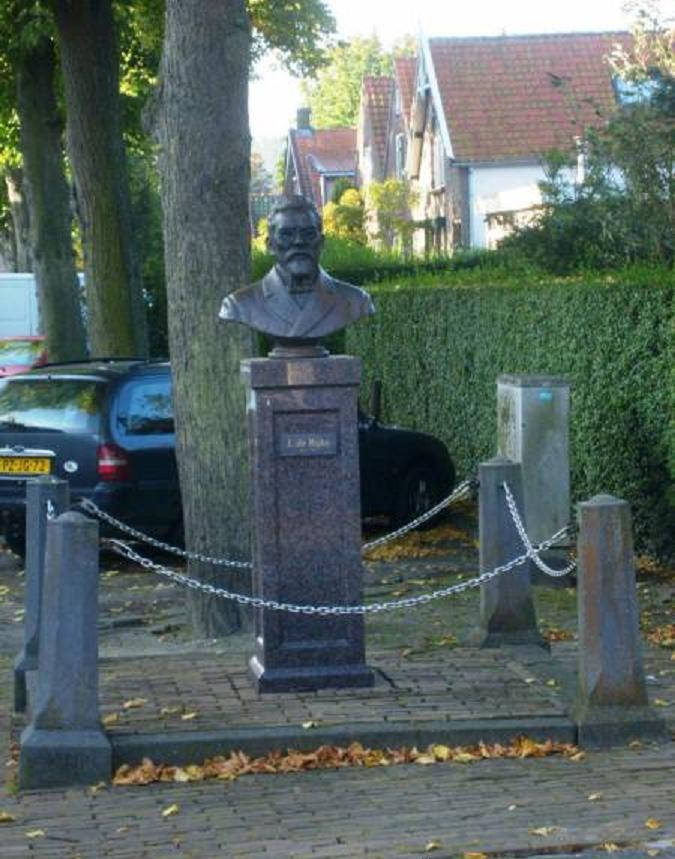
Denkmal für Johannis de Rijke

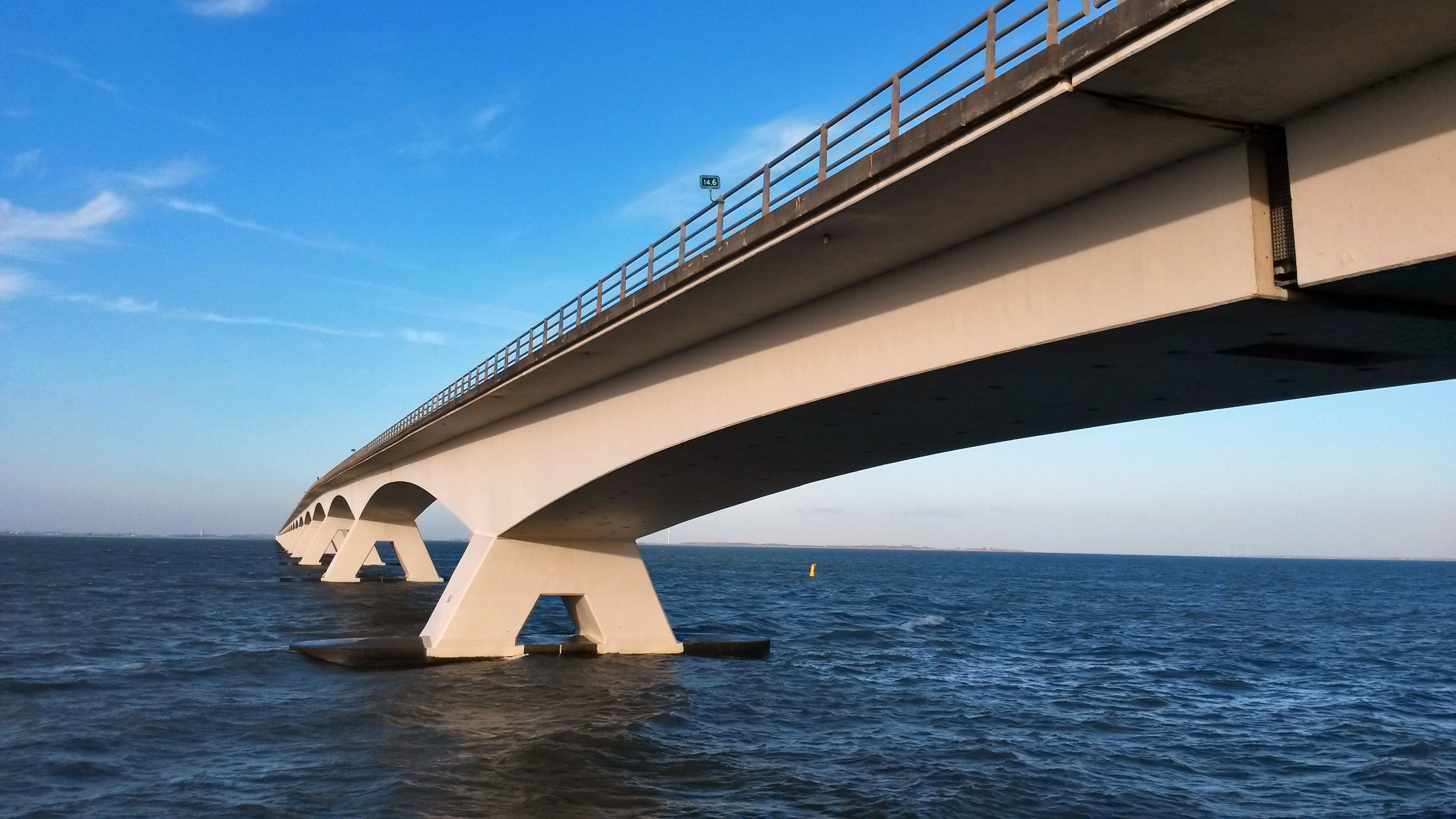
Zeelandbrücke (N256) nach Schouven-Duiveland

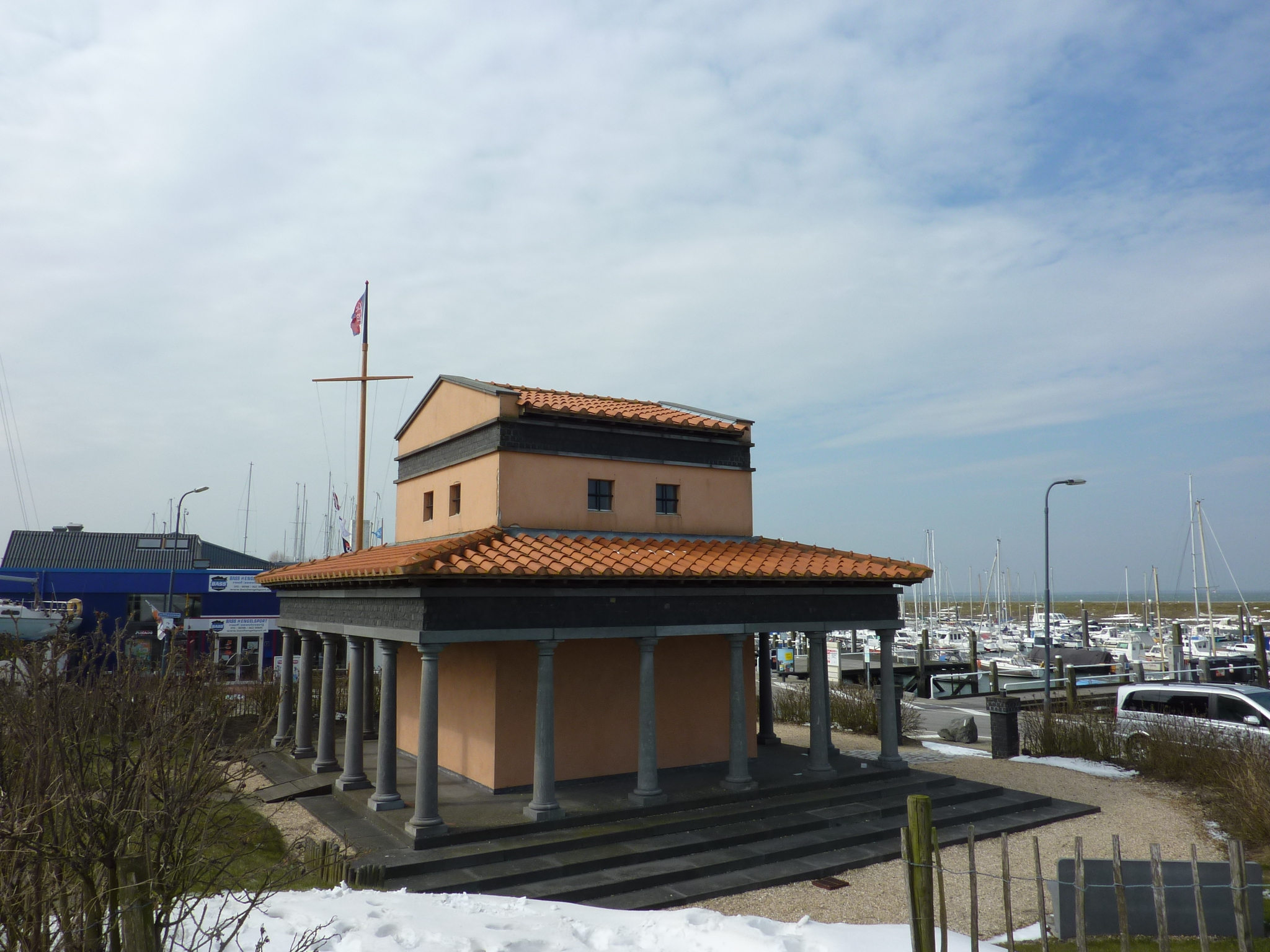
Der rekonstruierte Tempel von Nehalennia am Hafen

Die Ortschaft Colijnsplaat (seeländisch Colijn) gehört zur Inselgemeinde Noord-Beveland in der niederländischen Provinz Zeeland an der Oosterschelde.

## Geschichte
Das heutige Colijnsplaat wurde 1598 gegründet, nach der Eindeichung des Oud-Noord-Beveland-Polders. Der Name des Ortes kommt von der „schor“ (eine bewachsene Landanschwemmung vor der letzten Eindeichung, die bei mittlerem Hochwasser nicht mehr überflutet wird) Colinplate. Dieser Name wird im Jahr 1489 erstmals geschichtlich erwähnt. Der Ort wurde geplant als Voorstraat-Dorf (eine breite Hauptstraße lotrecht zum Deich), mit angrenzenden Baugrundstücken. 1599 wurde ein Hafen angelegt, vornehmlich für den Handel von landwirtschaftlichen Produkten und einen Fährbetrieb nach Zierikzee (Schouwen-Duiveland). Nach dem Bau der Zeeland-Brücke (etwa 2 km östlich von Colijnsplaat nach Zierikzee; Bauzeit 1963–1965) wurde der Fährbetrieb eingestellt.

### Sturmflut 1953
Bei der großen Sturmflut im Jahr 1953 versuchten die Bewohner von Colijnsplaat verzweifelt das Sieltor im Deich, das durch die herantosenden Wassermassen zu brechen drohte, zu verstärken und das Dorf dadurch vor Überflutung zu bewahren. Allerdings wäre das Unterfangen vergeblich gewesen, wenn nicht ein vom Sturm an die Küste geworfener Frachter ausgerechnet vor diesem Siel auf Grund gelaufen wäre, so als sehr effektiver Wellenbrecher wirkte und damit die Hochwasserbefestigungen vor der Zerstörung bewahrte. Das Höhenprofil von Colijnsplaat beträgt von Westen nach Osten zwischen −0,9 m (Havelaarstraat, Brücke De Valle), über +1,5 m in der Ortsmitte (Kreuzung Havelaarstraat/Voorstraat), bis zum Bereich der Straße Oostzeedijk −0,4 m NAP (Normaal Amsterdams Peil). Beim höchsten Wasserstand am frühen Sonntagmorgen des 1. Februar 1953, gegen 3:30 Uhr von etwa +4,5 m NAP wäre der gesamte Ort mit etwa drei Meter hohem Wasserstand überflutet worden. Fast alle Häuser hätten innerhalb kürzester Zeit bis zur Dachkante (viele Häuser in Colijnsplaat hatten und haben bis heute nur ein Erdgeschoss und ein ausgebautes Dachgeschoss) unter Wasser gestanden. Kilometerweit wäre das Ackerland mit Salzwasser überflutet und damit auf Jahrzehnte unbrauchbar geworden.
Dieses Ereignis ging in die Geschichte des Ortes als das Wunder von Colijnsplaat ein. Im Jahr 1993 wurde zum Gedenken das Mahnmal „strijd tegen het water“, des Vlissinger Künstlers Jan Haas, westlich des ehemaligen Gemeindehauses errichtet.

## Bevölkerung
Bis 1960 lebten die meisten Colijnsplaater vorwiegend von der Landwirtschaft. Wegen der fortschreitenden Mechanisierung wurden aber viele gezwungen sich andere Arbeit zu suchen. Die Bauprojekte der Deltawerke und die inzwischen über einen Damm leichter erreichbare Stadt Goes sowie die spätere Anbindung über die Deltawerke nach Rotterdam und dem Europahafen Europoort bieten neue Arbeitsplätze.
Für die überwiegend protestantisch-calvinistische Bevölkerung gibt es noch zwei Kirchengemeinden: die Hervormde Kerk in der Havelaarstraat und die Gereformeerde Kerk in der Beatrixstraat.

## Wirtschaftliche Entwicklung
Vor der Vollendung des Abschlussdeichs Veersches Meer (der Veerse Gatdam) 1961, wurde die gesamte Fischereiflotte von Veere und Arnemuiden (Walcheren), Yerseke (Zuid-Beveland) und Tholen nach Colijnsplaat verlegt. Damit kam ein Fischereihafen mit Fischmarkt (Auktionshalle) dazu. Der ehemalige landwirtschaftliche Hafen (Oude Haven), der nach und nach verlandete, ist heute aufgefüllte Grünfläche vor dem ehemaligen alten Gemeindehaus und in seinen Konturen noch sichtbar. Um ihn herum wurde 1960/61 ein weitaus größeres Hafenbecken angelegt, mit im ersten Bauabschnitt rund 50 Liegeplätzen für die Kutter. Die Fischerei in der bisherigen Form war aber durch die Konkurrenz der Fischfabriken auf den Hochseetrawlern bald unrentabel geworden. Nur noch wenige Fischkutter verblieben in Colijnsplaat. 1979 wurde, gleichzeitig mit der Erhöhung der Deiche, der Hafen ausgebaut, um Raum zu schaffen für einen Jachthafen. Der Fischmarkt (vismijn) war bis 1998 eine gemeindliche Einrichtung. Ab 1999 wird er von einer Privatgesellschaft unter dem Namen Visveiling Colijnsplaat B.V. betrieben. An den Wochenenden sind noch bis zu zwölf Baumkurren und Krabbenkutter im Hafen zu sehen. Wichtigste Fischsorten: Seezunge, Steinbutt, Glattbutt, Scholle, Kliesche, Flunder, Hummer, Garnelen, Aal und Seebarsch. Anlandung: jeden Donnerstagnachmittag.
Als man das größte Projekt des Deltaplans, das Sturmflutwehr Oosterscheldekering fertiggestellt hatte, wurde die gesamte Oosterschelde praktisch zu einem Binnenmeer, das nur noch über die Roompot-Schleuse (Der Roompot ist das Fahrwasser (Fahrrinne) der Oosterschelde im Bereich nordwestlich der Küste Noord-Bevelands) mit dem offenen Meer verbunden war. Sie wurde zu einem Paradies für jegliche Art von Wassersport. Der neue Colijnsplaater Hafen entwickelte sich zu einem Jachthafen, der inzwischen eine Marina mit rund 550 Liegeplätzen (Stand 2008) ist. Auch der sonstige Ferientourismus nahm sprunghaft zu und ganz Zeeland – eine früher ausschließlich von bescheidener Landwirtschaft und Fischerei lebende Provinz – erfuhr einen nie da gewesenen wirtschaftlichen Aufschwung. So wurde aus dem ausgesprochen armen Dorf Colijnsplaat ein wohlhabender Urlaubsort.

## Antike Fundstücke
1970 erregte ein von Fischern in der Oosterschelde vor Colijnsplaat gefundener römischer Altarstein Aufmerksamkeit, der zu einem römischen, der Göttin Nehalennia geweihten Tempel gehörte. Später wurden noch einige hundert Bildsteine, Statuen und Statuetten der Göttin gefunden. Nachbildungen dieser Funde sind in einem im Hafengelände neu errichteten und einem römischen Tempelbau nachempfundenen Gebäude, dem Nahalennia-Tempel ausgestellt. Die Originale befinden sich im Rijksmuseum van Oudheden (Nationales Museum für Archäologie) in Leiden.

## Sonstiges
Seit 1996 ist Colijnsplaat ausgewiesen als beschermd dorpsgezicht (Analogie im deutschen Denkmalschutz: Ensembleschutz). Die Saalkirche wurde 1769 gebaut. Im Dorf befinden sich zwei Windmühlen, De Oude Molen (‚Die Alte Mühle‘) von etwa 1727 und die Nooit Gedacht von 1864, auch De Nieuwe Molen (‚Die Neue Mühle‘) genannt.

## Verkehrsanbindungen
Etwa 12 Kilometer westlich von Colijnsplaat, über den Veerse Gatdam führt die N57 (Rijksweg 57) zur ehemaligen Insel Walcheren. Nach Norden geht die N57 weiter über das Oosterschelde-Sturmflutwehr nach Schouwen-Duiveland und bindet Zeeland so an die Region Rotterdam mit dem Europoort an. Zwei Kilometer östlich von Colijnsplaat führt die N256 südlich nach Goes (Zuid-Beveland) oder nordöstlich über die Zeelandbrücke zur Insel Schouwen-Duiveland.

## Persönlichkeiten
- Johannis de Rijke (1842–1913), Wasserbauingenieur (niederländisch waterbouwkundige)[2]